# AG-55
La autopista de peaje y autovía libre de peaje AG-55 o Autopista/Autovía de la Costa de la Muerte es una autopista autonómica de peaje (en el tramo La Coruña-Carballo) y autovía autonómica libre de peaje (en el tramo Carballo-Berdoyas) de la Junta de Galicia, la autopista de peaje transcurre entre La Coruña y Carballo y la autovía libre de peaje transcurre actualmente entre Carballo y Bayo con el proyecto previsto de la prolongación hasta Berdoyas. Consta de unos 72,35 kilómetros de longitud de forma provisional hasta conocer el proyecto definitivo de la prolongación a Berdoyas y la velocidad limita a 120 km/h. Es explotada por la empresa Itínere bajo concesión administrativa dependiente de la Junta de Galicia.

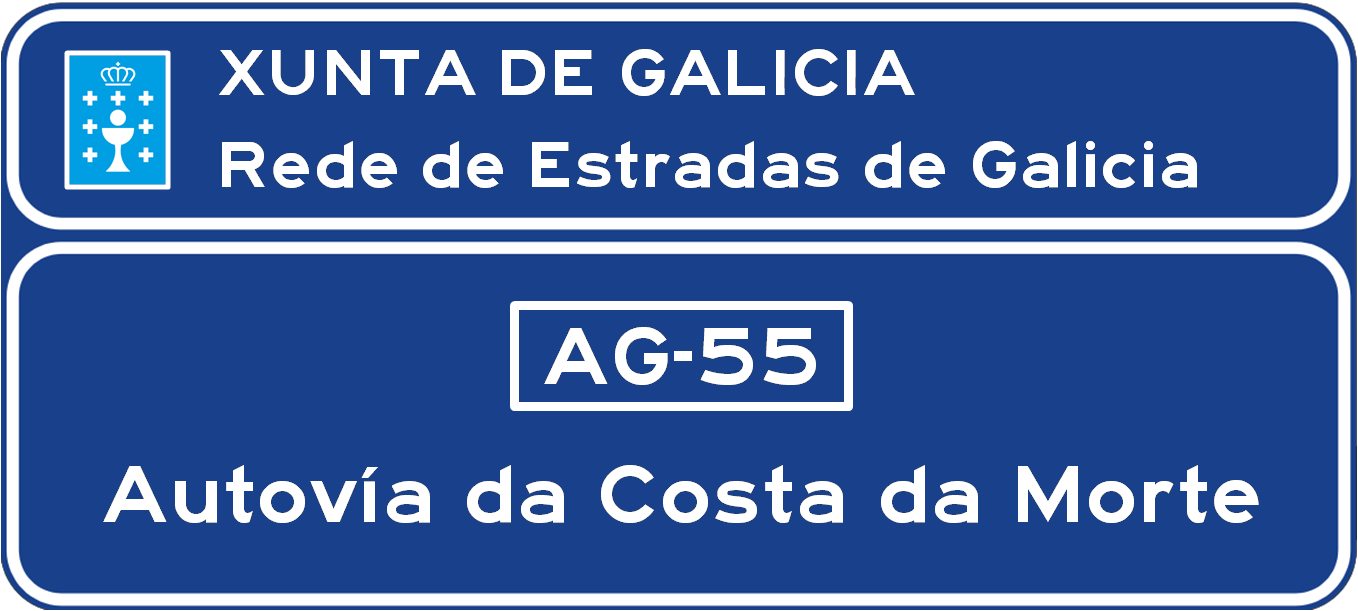
Señal de confirmación de la autovía de la Costa de la Muerte AG-55.

## Historia
Las primeras obras de la autopista de peaje iniciaron en febrero de 1992 con problemas sobre las expropiaciones que le impidieron a iniciar las obras, en esta ejecución inicial de las obras iniciaron con el tramo entre La Coruña y Laracha (20,1 kilómetros de longitud). Fue inaugurado el 26 de septiembre de 1993 y según Manuel Fraga había anunciado las obras del siguiente tramo Laracha-Carballo, estará previsto para el año 1994. Se había retrasado hasta agosto de 1996 con el inicio de obras de este tramo Laracha-Carballo (12,5 kilómetros de longitud) y finalmente fue inaugurado el 30 de diciembre de 1997 con polémica por los incidentes de las protestas en contra el peaje que entraron en vigor, en el mismo día de la inauguración del tramo Laracha-Carballo, en toda la autopista de peaje desde La Coruña hasta Carballo.
En diciembre de 2008 anunciaron el inicio de las obras del tramo Carballo-Berdoyas, la autovía libre de peaje, con la colocación de la primera piedra. Posteriormente en verano de 2009, rescindieron este contrato de obras por problemas de financiación y obligaron a repetir la licitación de obras. En noviembre de 2010 realizaron el estudio de viabilidad para recortar el presupuesto de las obras. En este momento, decidieron ejecutarse las obras del tramo Carballo-Bayo (27,6 kilómetros de longitud) y reanudaron las obras en agosto de 2011. Con los problemas presupuestarios y financierios ha habido suspensiones temporales y finalmente había inaugurado el 29 de julio de 2016.
En febrero de 2023, había anunciado de que este año 2023 estará previsto la aprobación del proyecto de forma definitiva del tramo Bayo-Vimianzo, al someterse a información pública del proyecto, después de varios años de retrasos por problemas presupuestarios de la Junta de Galicia. El último tramo Vimianzo-Berdoyas todavía no ha anunciado hasta que termine el tramo anterior y realizar un nuevo estudio de tráfico y viabilidad. Con el retraso de unos dos años, finalmente ha sido sometida a información pública en junio de 2025.

## Peajes y concesión
En la inauguración del segundo tramo de la autopista de peaje, en diciembre de 1997, ha empezado a implantar el peaje, en el trayecto entre La Coruña-Carballo, este peaje esta explotado con el contrato de concesión de la duración de 50 años, hasta el año 2045 y la empresa encargada es el Grupo Itínere. El trayecto de la concesión son 32,6 kilómetros en total. Varios años de las protestas y incidentes por los peajes, en la inauguración de la autovía acceso al puerto exterior de La Coruña, en junio de 2016, el alcalde de Arteijo, Carlos Calvelo, había solicitado a suprimir los peajes de Pastoriza al Ministerio de Transportes, Movilidad y Agenda Urbana, en enero de 2018, ha presentado el recurso de reposición contra el estudio informativo del Ministerio de Transportes, Movilidad y Agenda Urbana que descarta la eliminación del peaje y en diciembre de 2020, la Audiencia Nacional lo ha rechazado este recurso.

## Tramos
| Denominación              | Tramo | Kilómetros                  | Año servicio / Estado (2025)                                                                |
| ------------------------- | --- | --------------------------- | ------------------------------------------------------------------------------------------- |
| Avenida de Arteijo AC-552 | C/ Severo Ochoa (La Coruña) - AG-55 AC-552 La Coruña (suroeste) Subtramo original: C/ Severo Ochoa - Enlace V-14 (Tercera Ronda) Subtramo original: Enlace V-14 (Tercera Ronda) - Enlace AC-552 (Meicende) Remodelación Gª Eduardo Diz López (paso superior) Remodelación Gª Eduardo Diz López (paso inferior) Remodelación Gª Eduardo Diz López (rotonda) Paso superior y rotonda de la V-14 (Tercera Ronda) Enlace de la V-14 (Tercera Ronda, sentido Oeste) Paso superior de la V-14 (Tercera Ronda) Enlace de la V-14 (Tercera Ronda, sentido Este) | 1 0,6 0,5 0,6 - 0,4 - 0,7 - | 1990 ¿1975? 2000 2001 2010 2011 2012 2015                                                   |
| AG-55                     | Avenida de Arteijo (La Coruña) - AC-552 Cabovilaño Tramo original Enlace AC-15 de acceso al puerto exterior de La Coruña Nudo de Morás con A-6 AC-551 | 20,1 1,8 -                  | 1993 2016 1996                                                                              |
| AG-55                     | AC-552 Cabovilaño - AC-552 Carballo (sur) | 12,5                        | 1997                                                                                        |
| AG-55                     | AC-552 Carballo (sur) - AC-430 Bayo | 27,6                        | 2016                                                                                        |
|                           | AC-430 Bayo - AC-432 Vimianzo | 5,5                         | Nuevo proyecto terminado (sometida a información pública) (pendiente relicitación de obras) |
|                           | AC-432 Vimianzo - AC-552 AC-440 AC-441 Berdoyas | 9                           | Obras suspendidas (pendiente nuevo proyecto)                                                |

## Salidas
| Velocidad | Esquema | Salida | Sentido Berdoyas (AC-552)                                                                        | Carriles | Sentido Avenida de Arteijo (La Coruña) | Carretera  | Notas |
| --------- | ------- | ------ | ------------------------------------------------------------------------------------------------ | -------- | --- | ---------- | ----- |
|           |         |        | Comienzo de la Autopista de la Costa de la Muerte AG-55 Procede de: Avenida de Arteijo La Coruña |          | Fin de la Autopista de la Costa de la Muerte AG-55 Incorporación final: Avenida de Arteijo Dirección final: pol. ind. A Grela-Bens avda. Arteijo puerto centro ciudad V-14 Riazor-Orzán zona comercial AC-14 aeropuerto A-6 E-70 Lugo |            |       |
|           |         | 3      | AC-552 Arteijo Carballo                                                                          |          | AC-552 Arteijo | AC-552     |       |
|           |         | 5      | AC-15 puerto exterior de La Coruña                                                               |          | | AC-15      |       |
|           |         |        | Peaje de Pastoriza                                                                               |          | Peaje de Pastoriza |            |       |
|           |         | 6      |                                                                                                  |          | AC-15 puerto exterior de La Coruña | AC-15      |       |
|           |         | 8      | A-6 Lugo Madrid AC-551 Arteijo Morás Sabón                                                       |          | A-6 Lugo Madrid AC-551 Arteijo Morás Sabón | A-6 AC-551 |       |
|           |         |        | viaducto Loureda 582 metros                                                                      |          | viaducto Loureda 582 metros |            |       |
|           |         |        |                                                                                                  |          | Peaje de Payosaco-Arteijo |            |       |
|           |         |        | Área de servicio de Payosaco Estación de servicio REPSOL Larin II                                |          | Área de servicio de Payosaco Estación de servicio REPSOL Larin II |            |       |
|           |         | 17     | AC-552 Payosaco                                                                                  |          | AC-552 Payosaco | AC-552     |       |
|           |         | 22     | AC-552 Laracha                                                                                   |          | AC-552 Laracha | AC-552     |       |
|           |         |        | Peaje de Carballo                                                                                |          | |            |       |
|           |         | 29     | AC-552 Carballo (este) parque industrial                                                         |          | AC-552 Carballo (este) parque industrial |            |       |
|           |         | 33     | AC-418 Carballo (norte) Malpica de Bergantiños                                                   |          | AC-418 Carballo (norte) Malpica de Bergantiños | AC-418     |       |
|           |         |        | Fin de la Autopista de peaje Inicio de la Autovía                                                |          | Fin de la Autovía Inicio de la Autopista de peaje |            |       |
|           |         | 35     | AC-552 Coristanco Carballo (oeste)                                                               |          | AC-552 Coristanco Carballo (oeste) | AC-552     |       |
|           |         |        | río Anllóns 170 metros                                                                           |          | río Anllóns 170 metros |            |       |
|           |         |        | Regato de Balsa 33 metros                                                                        |          | Regato de Balsa 33 metros |            |       |
|           |         | 40     | DP-2901 San Payo Coristanco                                                                      |          | DP-2901 San Payo Coristanco | DP-2901    |       |
|           |         |        | viaducto de Regato de Gatos 250 metros                                                           |          | viaducto de Regato de Gatos 250 metros |            |       |
|           |         |        | río Calvar 170 metros                                                                            |          | río Calvar 170 metros |            |       |
|           |         | 45     | AC-421 Agualada                                                                                  |          | AC-421 Agualada | AC-421     |       |
|           |         | 49     | AC-552 La Piolla Zas Santa Comba                                                                 |          | AC-552 La Piolla | AC-552     |       |
|           |         | 53     | AC-552 Nantón                                                                                    |          | AC-552 Nantón | AC-552     |       |
|           |         | 58     | AC-552 Bayo (este) AC-404 Zas Santa Comba O Allo                                                 |          | AC-552 Bayo (este) AC-404 Zas Santa Comba O Allo | AC-552     |       |
|           |         | 60     | AC-430 Bayo (norte) DP-4001 Lage AC-429 Cabana de Bergantiños Puenteceso                         |          | AC-430 Bayo (norte) DP-4001 Lage AC-429 Cabana de Bergantiños Puenteceso | AC-430     |       |
|           |         |        | Fin de la Autovía de la Costa de la Muerte AG-55 Dirección final: VG-1.5 Vimianzo Finisterre     |          | Inicio de la Autovía de la Costa de la Muerte AG-55 Procede de: VG-1.5 Bayo | VG-1.5     |       |
|           |         |        | En proyecto Tramo: Bayo-Vimianzo                                                                 |          | En proyecto Tramo: Bayo-Vimianzo |            |       |